# Jacob Abel

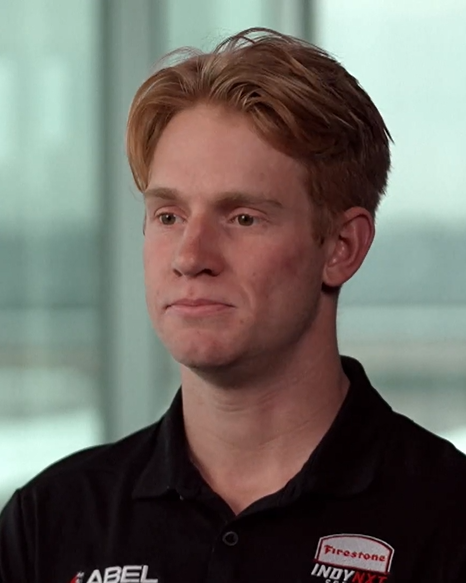
Jacob Abel (2024)

Jacob Abel (* 9. März 2001 in Louisville, Kentucky) ist ein US-amerikanischer Automobilrennfahrer.

## Karriere
Im Alter von 16 Jahren trat Jacob Abel zum ersten Mal in einer Klasse mit Formel-Fahrzeugen an. In der F4 United States Championship startete er für das Team Abel Motorsports im Jahr 2017. Weitere Stationen waren die Indy Pro 2000-Meisterschaft, Formel Regional Americas Championship und schließlich die Indy NXT, die Nachwuchsserie der IndyCar Series. In dieser Serie fuhr er in der Fahrer-Meisterschaft im Jahr 2024 den zweiten Platz heraus. Er stand drei Mal auf der Pole-Position und siegte bei diesen drei Rennen auch jeweils.
Für die Saison 2025 bekam Abel einen Vertrag beim IndyCar-Team von Dale Coyne Racing.

## Privat
Abel Motorsports gehört Jacobs Vater Bill Abel, das Team startet in verschiedenen Serien in den USA.
Abel besuchte die Butler University in Indianapolis. In seiner Freizeit fährt er gerne Fahrrad, Ski und auf der High School spielte er Lacrosse. Auch Tennis und Golf gehört zu seinen bevorzugten Sportarten.

## Statistik

### Einzelergebnisse in der IndyCar Series
| Jahr | Team              | 1   | 2   | 3   | 4   | 5   | 6    | 7   | 8   | 9   | 10  | 11   | 12   | 13  | 14  | 15  | 16   | 17  | 18 | 19 | Punkte | Rang |
| ---- | ----------------- | --- | --- | --- | --- | --- | ---- | --- | --- | --- | --- | ---- | ---- | --- | --- | --- | ---- | --- | -- | -- | ------ | ---- |
| 2025 | Dale Coyne Racing | STP | TTC | LBH | ALA | IMS | INDY | DET | GAT | ROA | MDO | IOW1 | IOW2 | TOR | LAG | POR | MIL1 | NSH |    |    | 100    | 27.  |
| 2025 | Dale Coyne Racing | 23  | 25  | 26  | 27  | 24  | DNQ  | 18  | 21  | 23  | 22  | 27   | 11   | 23  | 26  |     |      |     |    |    | 100    | 27.  |

Legende